# Control Data Corporation
Control Data Corporation (CDC) – amerykański producent komputerów i urządzeń peryferyjnych, w latach sześćdziesiątych i siedemdziesiątych XX wieku jedno z najważniejszych amerykańskich przedsiębiorstw komputerowych, producent pierwszych superkomputerów. Przedsiębiorstwo zlikwidowano, a marka zniknęła z rynku, w końcu lat osiemdziesiątych.

## Historia

### Początek działalności
Firma Control Data Corporation została założona w roku 1957 przez grupę rozczarowanych pracowników działu komputerowego korporacji Sperry-Rand, pod kierunkiem Williama Norrisa. Głównym projektantem i konstruktorem został Seymour Cray.
Pierwszym własnym produktem przedsiębiorstwa był komputer CDC 1604, tranzystorowa wersja ERA 1103 – maszyny produkowanej wcześniej przez poprzednią firmę Craya i Norrisa. Pierwszym odbiorcą, w roku 1960 została Marynarka Wojenna USA. Komputer przebudowany i przemianowany później na CDC seria 3000 był sprzedawany do końca lat sześćdziesiątych.
Krótko po CDC 1604 zaprezentowano także jego „miniaturową” wersję, CDC 160, później także 160A. Był to komputer 12-bitowy w nietypowej obudowie w formie zwykłego biurka. Przez niektórych jest w związku z tym uważany za protoplastę minikomputerów, opinia o tyle uzasadniona, że CDC 160 był do pewnego stopnia pierwowzorem dla PDP-8, ważnego małego komputera lat sześćdziesiątych XX w.
Seymour Cray postawił sobie w CDC ambitne zadanie: w ciągu 5 lat skonstruować najszybszy komputer świata, co najmniej 50 razy szybszy niż 1604. Realizacja tego planu wymagała radykalnej zmiany konstrukcji i kłóciła się ze strategią rozwoju linii CDC 3000. Projekt Craya długo nie przynosił efektów i powodował narastanie konfliktu z zarządem, domagającym się ściślejszego nad nim nadzoru. Wreszcie Cray, za zgodą Norrisa, zebrał złożony z około 30 osób zespół i wyprowadził się z nim do swej rodzinnej miejscowości Chippewa Falls w stanie Wisconsin, gdzie dokończył pracę.

### Era superkomputerów
Seymour Cray oficjalnie zaprezentował swoje dzieło, komputer CDC 6600, w roku 1963. Uznany potem pierwszym w historii superkomputerem, CDC 6600 dzięki nowatorskim rozwiązaniom technicznym, był dziesięciokrotnie szybszy od najszybszych produktów konkurencji. Pierwsze egzemplarze tego modelu dostarczone zostały klientom w roku 1965. Obok 6600 oferowane były też: podobny technicznie, ale wolniejszy, CDC 6400 oraz CDC 6500, będący dwuprocesorową wersją 6400. W momencie, gdy pierwsze egzemplarze 6600 były dostarczane klientom, Cray pracował już nad kolejnym modelem: 6800 (później nazwanym 7600), docelowo wielokrotnie szybszym niż 6600.
Prezentacja modelu 6600 spowodowała, że nowy konkurent został zauważony przez największego wówczas producenta komputerów: IBM. Według krążącej anegdoty prezes IBM, Thomas J. Watson, Jr. miał zapytać: „Jak to możliwe, że firma zatrudniająca 34 osoby, wliczając sprzątaczkę, jest w stanie nas pokonać, chociaż mamy tysiące ludzi?” na co Cray odparł „Pan Watson właśnie sam odpowiedział sobie na swoje pytanie”. Faktem jest, że IBM również sformował zespół pracujący „metodą Craya”, czyli z dala od centrali przedsiębiorstwa, nad konstrukcją superkomputera nazwanego ACS-1. Wprawdzie ACS nigdy nie znalazł się w sprzedaży, ale dorobek tego zespołu został przez IBM wykorzystany w późniejszych konstrukcjach.
Chcąc osłabić konkurencję, IBM uciekł się do nieczystego zagrania: ogłosił plany rychłego wprowadzenia modelu 92 z popularnej serii IBM/360, który miał szybkością dorównywać komputerowi 6600. Zapowiedź wywołała niepewność na rynku, potencjalni klienci wstrzymywalio się z decyzją o zakupie. Kiedy okazało się, że model 92 istniał wyłącznie na papierze, CDC złożyła pozew przeciwko IBM o nieuczciwą konkurencję. Proces został wygrany i CDC otrzymała ponad 600 mln. dolarów odszkodowania.
CDC 6600 utrzymał tytuł najszybszego komputera świata do roku 1969, kiedy CDC zaprezentowała model CDC 7600. Komputer ten był podobny architekturalnie do 6600, do jego jednostek arytmetycznych wprowadzono jednak nową koncepcję przetwarzania potokowego, ponadto dzięki postępowi technologicznemu kilkakrotnie przyspieszony mógł być zegar taktujący procesor. Dzięki temu 7600 był około dziesięciokrotnie szybszy od swego poprzednika. Komputer funkcjonował na granicy możliwości użytej technologii (tranzystory i pamięć ferrytowa), przez co wielu klientów skarżyło się na dużą jego zawodność.

### Lata siedemdziesiąte
W chwili prezentacji komputera 7600 Seymour Cray pracował już nad nowym modelem 8600. Miała to być czteroprocesorowa maszyna w architekturze 7600, ale zbudowana już na układach scalonych, co pozwoliłoby na istotną miniaturyzację i dalsze przyspieszenie zegara. Równolegle w CDC drugi zespół konstrukcyjny, kierowany przez Jima Thorntona, pracował nad projektem STAR, który miał być pierwszym na świecie procesorem wektorowym.
Zespół pracujący nad 8600 miał poważne problemy z zawodnością prototypu, co wymusiło istotne przeprojektowanie konstrukcji. Tymczasem zarząd przedsiębiorstwa, z powodu problemów finansowych, zaczął ograniczać budżet zespołów badawczo-rozwojowych. W końcu zniesmaczony Cray, z niewielką grupą współpracowników, opuścił CDC w roku 1972 i założył własną firmę Cray Research. Projekt 8600 został skasowany. Projekt STAR zaprezentowano w roku 1974, pod nazwą CYBER-203. Jego rzeczywiste osiągi pozostawały jednak w tyle za oczekiwaniami. W tym samym roku także Jim Thornton opuścił CDC i założył własną firmę Network Systems Corporation.
Pozbawiona swych głównych projektantów CDC sprzedawała jeszcze przez kilka lat unowocześnione wersje maszyn 6400 6600, 7600 i STAR, pod nazwą CDC CYBER z różną numeracją modeli. Użyta technologia stawała się jednak coraz bardziej przestarzała, a na rynku pojawiła się silna konkurencja, ze strony Cray Research i przedsiębiorstw japońskich. CDC stopniowo znikało z rynku superkomputerów.

### Produkcja dysków i upadek przedsiębiorstwa
Ostatnią próbę powrotu na rynek superkomputerów CDC podjęło w roku 1983. Przekonany, że przedsiębiorstwo stało się zbyt duże i skostniałe na rzeczywiste innowacje, Norris utworzył spółkęę-córkę nazwaną ETA Systems. Miała ona za cel zbudowanie komputera o mocy 10 GFLOPS. Celu tego nigdy nie osiągnięto, ale produkt ETA Systems zaistniał na rynku i sprzedano kilka egzemplarzy. Ostatecznie jednak spółka upadła i została z powrotem wchłonięta przez CDC.
Wobec niepowodzeń na rynku komputerów CDC postawiła na produkty wcześniej traktowane jako uboczna produkcja przedsiębiorstwa: pamięci dyskowe. Od samego początku istnienia przedsiębiorstwa rozwijała ona produkcję własnych urządzeń peryferyjnych: czytników i dziurkarek kart, drukarek, pamięci taśmowych i właśnie dysków, które w czasach inauguracji 6600 były nowym typem pamięci, konkurującym z powszechną wówczas pamięcią bębnową. Dzięki temu przedsiębiorstwo w latach osiemdziesiątych dysponowało doświadczeniem i technologią umożliwiającą produkcję wysokiej klasy pamięci dyskowych. Dużą popularność osiągnęły, zwłaszcza wśród bardziej wymagających odbiorców, serie Wren i Sabre. CDC uczestniczyła także w opracowaniu standardu ATA.
Tym bardziej zaskakującym było wydzielenie z przedsiębiorstwa, w roku 1988, największej wytwórni dysków, jako nowej spółki, pod nazwą Imprimis. Już po roku Imprimis została przejęta przez Seagate Technology, umożliwiając tej ostatniej wejście w segment dysków wyższej klasy. Pozostałość CDC, znana jako Control Data Systems, została wchłonięta przez BT Global Services. W ten sposób marka CDC ostatecznie zniknęła z rynku. Jedynym działem przedsiębiorstwa, który przetrwał, był dział usługowy, istniejący do dziś pod nazwą Ceridian Corporation.

## Komputery CDC w Polsce
W roku 1973 Polska zakupiła dwa komputery CDC CYBER-72, bazujące na modelu 6400. Jeden z nich stanął w Instytucie Badań Jądrowych w Świerku pod Warszawą, drugi w krakowskim centrum obliczeniowym Cyfronet-Kraków. Uczelnie i instytuty naukowe obydwu miast zostały wyposażone w terminale, złożone z czytnika kart dziurkowanych i drukarki wierszowej, umożliwiające zdalne uruchamianie programów i odbiór wyników w postaci wydruku. Maszyny te służyły środowisku naukowemu do późnych lat osiemdziesiątych.
W latach siedemdziesiątych CDC (i osobiście William Norris) znalazła się w USA w ogniu ostrej krytyki, w związku z planami sprzedaży do ZSRR komputerów klasy 7600, planami budowy w tym kraju zakładów produkujących sprzęt komputerowy i wcześniejszymi interesami z krajami socjalistycznymi (w tym Polską).